# Leukerbad
Leukerbad (gsw. Leiggerbad, fr. Loèche-les-Bains) – miejscowość uzdrowiskowa i gmina (Politische Gemeinde) w południowej Szwajcarii, w kantonie Valais, w okręgu (Bezirk) Leuk. Leży w Alpach Berneńskich. Jest znaną bazą narciarską i ośrodkiem sportowym.
Oprócz stoków przygotowanych dla narciarzy i snowboardzistów Leukerbad jest także dobrą bazą wypadową w okoliczne szczyty jak np.: Wildstrubel, Balmhorn, Rinderhorn czy Torrenthorn.
W przeszłości rozgrywano tutaj także zawody Pucharu Świata w narciarstwie alpejskim.

## Geografia
Miejscowość Leukerbad leży po południowej stronie głównego grzbietu Alp Berneńskich (będącego tu fragmentem Wielkiego Europejskiego Działu Wodnego), wysoko, w rozszerzeniu doliny rzeki Dala (dopływu Rodanu). Obszar gminy obejmuje jednak również tereny położone na północ od przełęczy Gemmi, w tym bezodpływowe jezioro Daubensee oraz niewielki fragment cieków potoku Schwarzbach (dopływ rzeki Kander), już w zlewisku Morza Północnego.

## Demografia
W Leukerbad mieszka 1 321 osób. W 2021 roku 35,4% populacji gminy stanowiły osoby urodzone poza Szwajcarią.

## Historia
Tutejsze wody mineralne znane były już w średniowieczu. Miejscowość była słynna jako punkt na szlaku wiodącym z doliny Rodanu przez grzbiet Alp (przełęcz Gemmi) do Berna, zaś w ciągu XIX w. stanowiła obowiązkowy punkt na trasie alpejskich pieszych wycieczek turystycznych. Tu wynajmowano muły i przewodników. W sierpniu 1834 r. podczas wielodniowej wycieczki alpejskiej w towarzystwie m.in. Teresy Wodzińskiej z dwoma córkami (Marią i Józefą) oraz trzema synami (Antonim, Feliksem i Kazimierzem) gościł w Leukerbad Juliusz Słowacki. W liście do matki, Salomei Bécu, datowanym w Genewie 21-23 sierpnia tegoż roku, wspominał widok na Leukerbad z przełęczy Gemmi: Na zielonej równinie pod tą górą leży miasteczko sławne wodami Louèche... Żadne opisy nie odmalują wam zieloności szmaragdowej, którą widać w dolinie – tych domów białych, które po niej są rozsypane – tej góry żółtego koloru – tych gazowych chmur, które się wieszają po jej szczytach.

## Transport
Przez teren gminy przebiega droga główna nr 211.

## Galeria

Leukerbad w I poł. XIX w., w głębi droga na przełęcz Gemmi
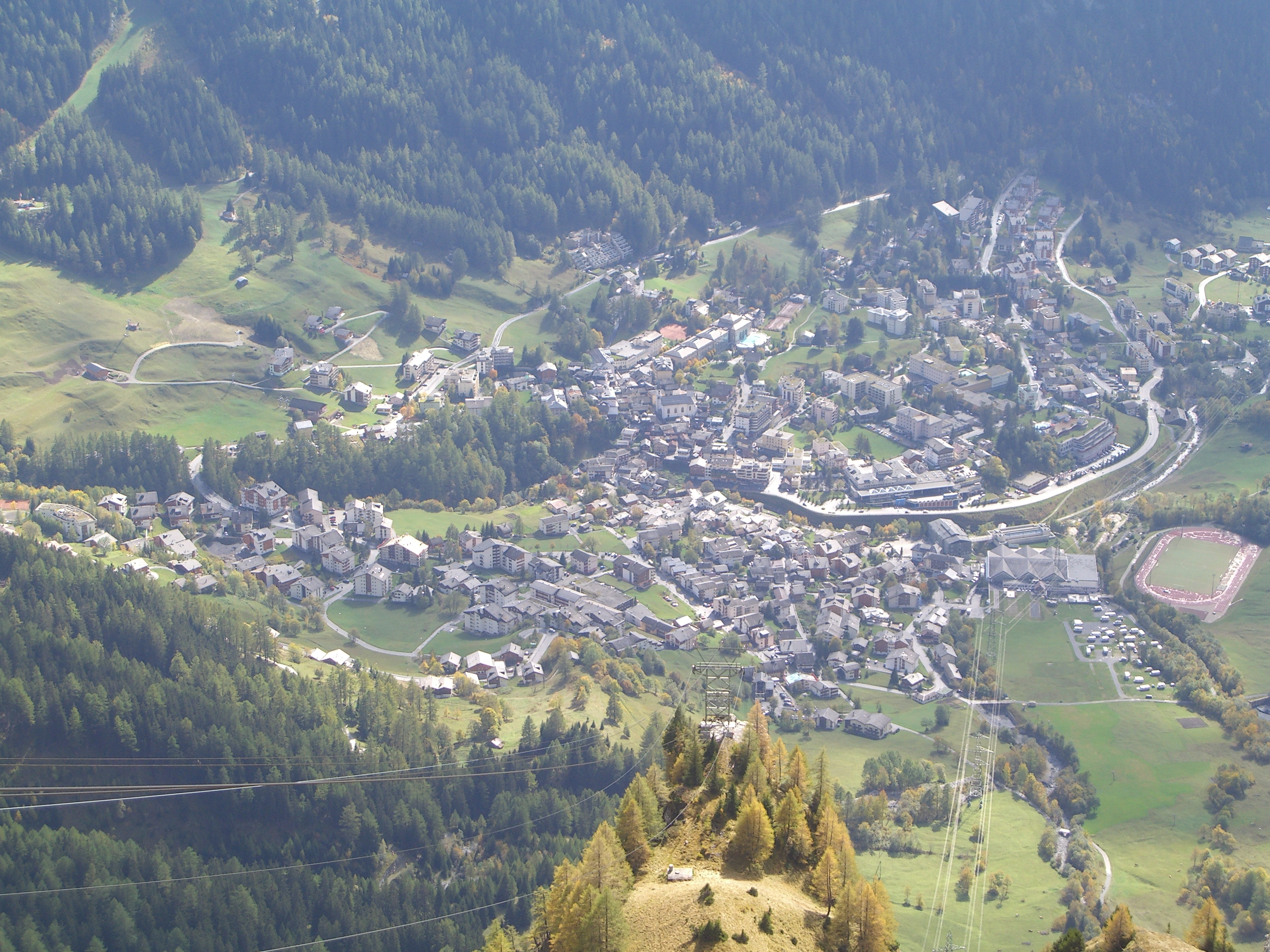
Widok na Leukerbad
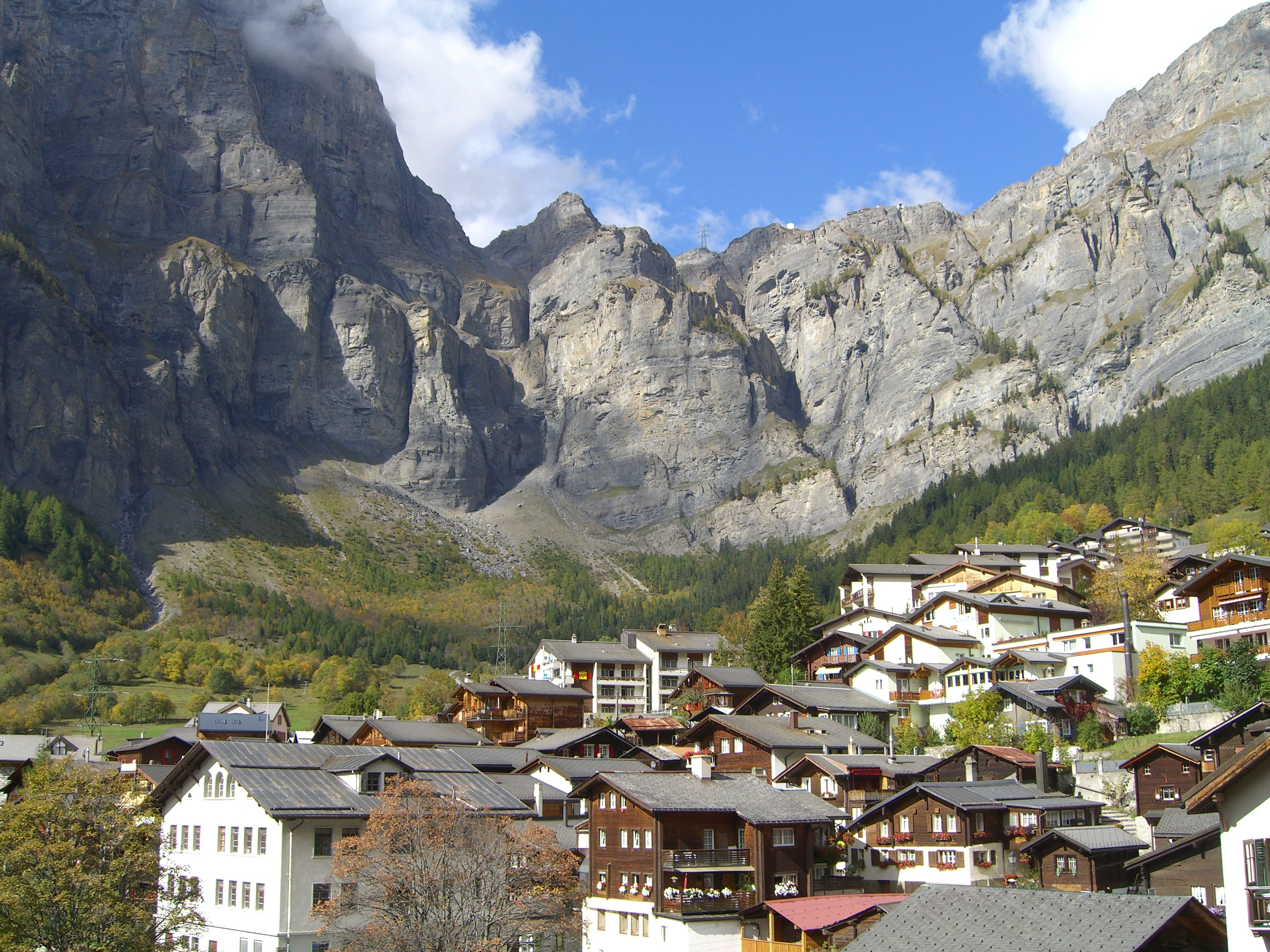
Leukerbad
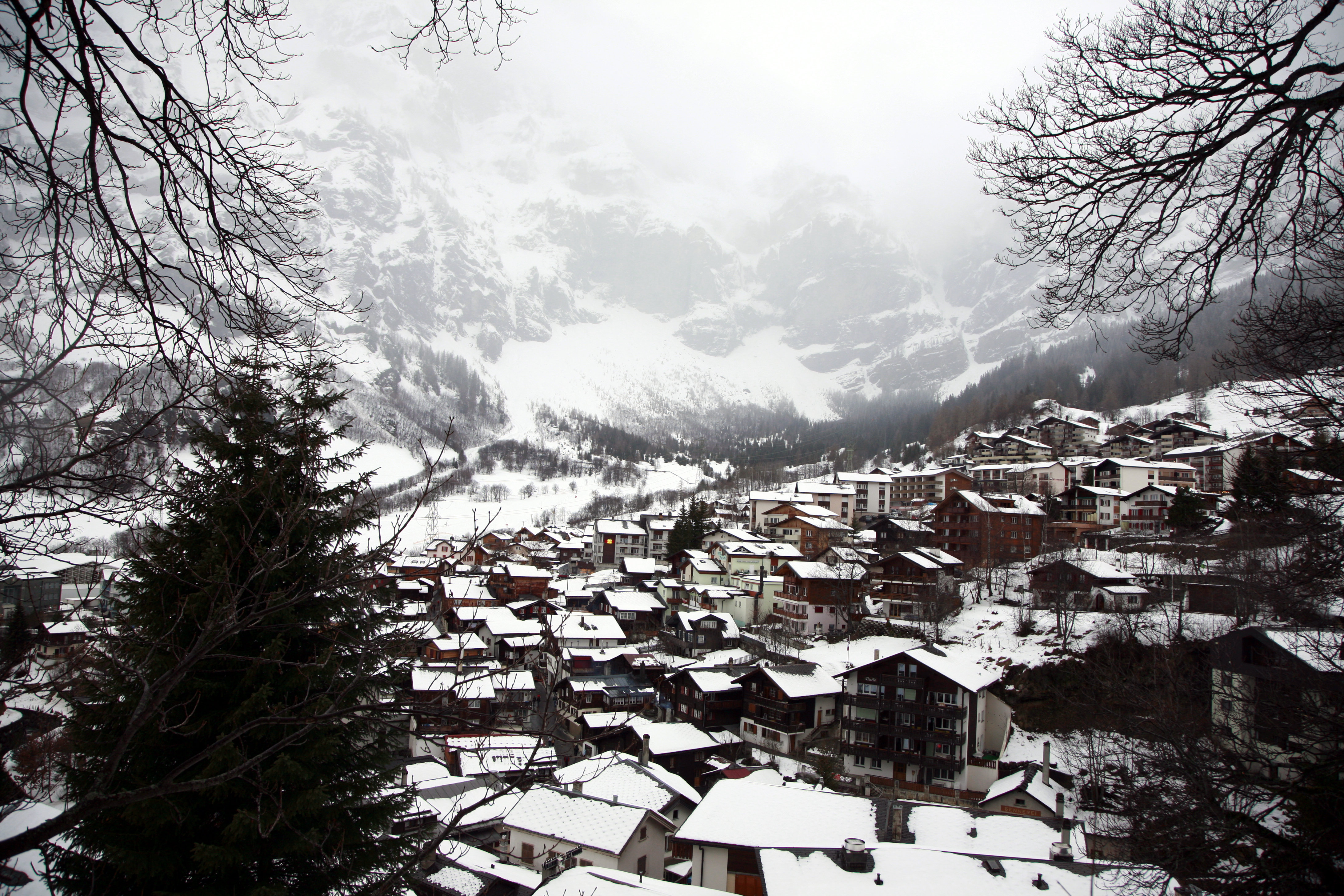
Leukerbad zimą